# Ориндж (окръг, Вермонт)
Вижте пояснителната страница за други значения на Ориндж.
Окръг Ориндж (на английски: Orange County) е окръг в щата Вермонт, Съединени американски щати. Площта му е 1792 km², а населението – 28 919 души (2016). Административен център е град Челси.